# Antonin Foerster
Antonin Foerster (25. května 1867, Senj – 9. ledna 1915, Terst) byl slovinský klavírní virtuos českého původu.

## Životopis
Antonin Foerster byl nejstarším synem českého skladatele působícího ve Slovinsku Antona (Antonína) Foerstera a jeho ženy Petronily.
Základní školu navštěvoval v Lublani, kam se rodiče přestěhovali brzy po jeho narození z chorvatské Senje. Již od mládí projevoval hudební nadání, základní hudební výchovu mu poskytnul otec. Po složení maturity na lublaňském gymnáziu odešel Antonin Foerster studovat na konzervatoři v Lipsku. Zde byl jeho učitelem Martin Krause. V roce 1898 se Antonin Foerster stal učitelem hry na piano na Sternově konzervatoři v Berlíně, v roce 1904 učil na berlínské Scharwenkově konzervatoři. Odtud na pozvání odešel v roce 1909 působit na Musical College v Chicagu. V Chicagu vážně onemocněl, vrátil se proto na léčení do Evropy, ale zakrátko v roce 1915 v Terstu zemřel. Antonin Foerster nebyl nikdy ženatý a neměl žádné potomky.
Antonin Foerster byl známým pianistou, který vystupoval ve všech větších městech Německa a Rakouska-Uherska. Byl ceněným interpretem klavírních skladeb Ference Liszta a Fryderyka Chopina. Upravil si pro svou potřebu také Bachovy fugy, ale tyto úpravy zůstaly v rukopise.